# Urh (priimek)
Urh je priimek več znanih Slovencev:
- Alenka Urh, prevajalka, literarna urednica
- Anton Urh (*1943), politik
- Borut Urh (*1974), teniški igralec
- Bruno Urh (*1968), arhitekt, književnik in alpinist
- Jana Urh (*1971), kulturna in politična antropologinja
- Kaja Urh (*1988), slikarka
- Magda Urh (*1943), kegljavka
- Peter Urh (1829—1897), duhovnik, prošt in znan pridigar
- Primož Urh Zupan (*1983), smučrski skakalec
- Zala Urh (*2002), šahistka